# Hamza Rafia
Hamza Rafia (ar. حمزة رفيعة, ur. 22 kwietnia 1999 w Kalaat es Senam) – tunezyjski piłkarz grający na pozycji ofensywnego pomocnika.

## Kariera klubowa
Swoją karierę piłkarską Rafia rozpoczynał w juniorach takich klubów jak: Bron Terraillon, Bron Grand Lyon i Olympique Lyon. W 2015 roku stał się członkiem rezerw Lyonu i przez cztery kolejne sezony występował w nich w rozgrywkach Championnat National 2.
Latem 2019 roku Rafia przeszedł do Juventusu za 400 tysięcy euro. Został wówczas członkiem zespołu U-23 grającego w Serie C. Zadebiutował w nim 26 sierpnia 2019 w przegranym 0:2 wyjazdowym meczu z Novarą. 13 stycznia 2021 zadebiutował w pierwszym zespole Juventusu w zwycięskim 3:2 meczu Pucharu Włoch z Genoą. W 77. minucie tego meczu zmienił Manolo Portanovę, a w 104. minucie strzelił trzeciego gola dla Juventusu, decydującego o awansie do następnej rundy.
W lipcu 2021 Rafia został wypożyczony do Standardu Liège. W nim swój debiut zanotował 20 sierpnia 2021 w wygranym 1:0 domowym meczu z KV Oostende.
| Sezon   | Klub             | Kraj    | Rozgrywki              | Mecze | Gole |
| ------- | ---------------- | ------- | ---------------------- | ----- | ---- |
| 2015/16 | Olympique Lyon B | Francja | Championnat National 2 | 2     | 0    |
| 2016/17 | Olympique Lyon B | Francja | Championnat National 2 | 0     | 0    |
| 2017/18 | Olympique Lyon B | Francja | Championnat National 2 | 6     | 0    |
| 2018/19 | Olympique Lyon B | Francja | Championnat National 2 | 18    | 5    |
| 2019/20 | Juventus U-23    | Włochy  | Serie C                | 19    | 0    |
| 2020/21 | Juventus U-23    | Włochy  | Serie C                | 23    | 2    |

## Kariera reprezentacyjna
W reprezentacji Tunezji Rafia zadebiutował 6 września 2019 roku w wygranym 1:0 towarzyskim meczu z Mauretanią, rozegranym w Radisie. W 75. minucie tego meczu zmienił Aymana Ben Mohameda.